# 塩川 (沖縄県)
塩川（しおかわ）は、沖縄県国頭郡本部町字崎本部塩川原にある全長約300メートル、川幅4メートルほどの小規模な河川である。日本国内では唯一塩分濃度の高い河川として、沖縄返還当日の1972年（昭和47年）5月15日に、国の天然記念物に指定された。2011年（平成23年）に静岡県清水町にある柿田川が指定されるまで、国指定天然記念物の中で、河川それ自体を指定したものはこれだけであった。
また準絶滅危惧の紅藻類「シオカワモッカ」の唯一の生育地として環境省から「重要湿地」に指定されているが、近年は大雨のたびに赤土で濁り、また開発の影響で生物群系が変化したため、藻場の生育阻害が危惧されている。

## 概要
沖縄本島北部、本部半島の地質には石灰岩が多く含まれており、雨水が石灰岩の亀裂から地下に浸透し、海岸近くで湧水となっている場所が多くあり、地下には多数の鍾乳洞が存在すると推察されている。塩川も鍾乳洞からの湧水を水源とするもので、湧水量は毎秒100リットルを超える本部半島では第一級の湧水であるにもかかわらず塩分を含むことから、古くから「本部の七不思議」のひとつとされてきた。石灰岩の洞口から勢い良く湧き出す水は、そのまま僅か数百メートルの小川となって東シナ海へ注いでいる。
世界には有名な塩湖である死海や、砂漠地帯には岩塩が地表に表れている場所もあるが、これらは水中の塩分が水の蒸発によって濃縮されたもので、気温の高い乾燥気候という特殊な条件下のもとにできたものである。日本のように適度な降水量がある湿潤な気候条件下では地上に塩分が湧出するようなことは通常ではありえない。

## 塩水の湧出構造

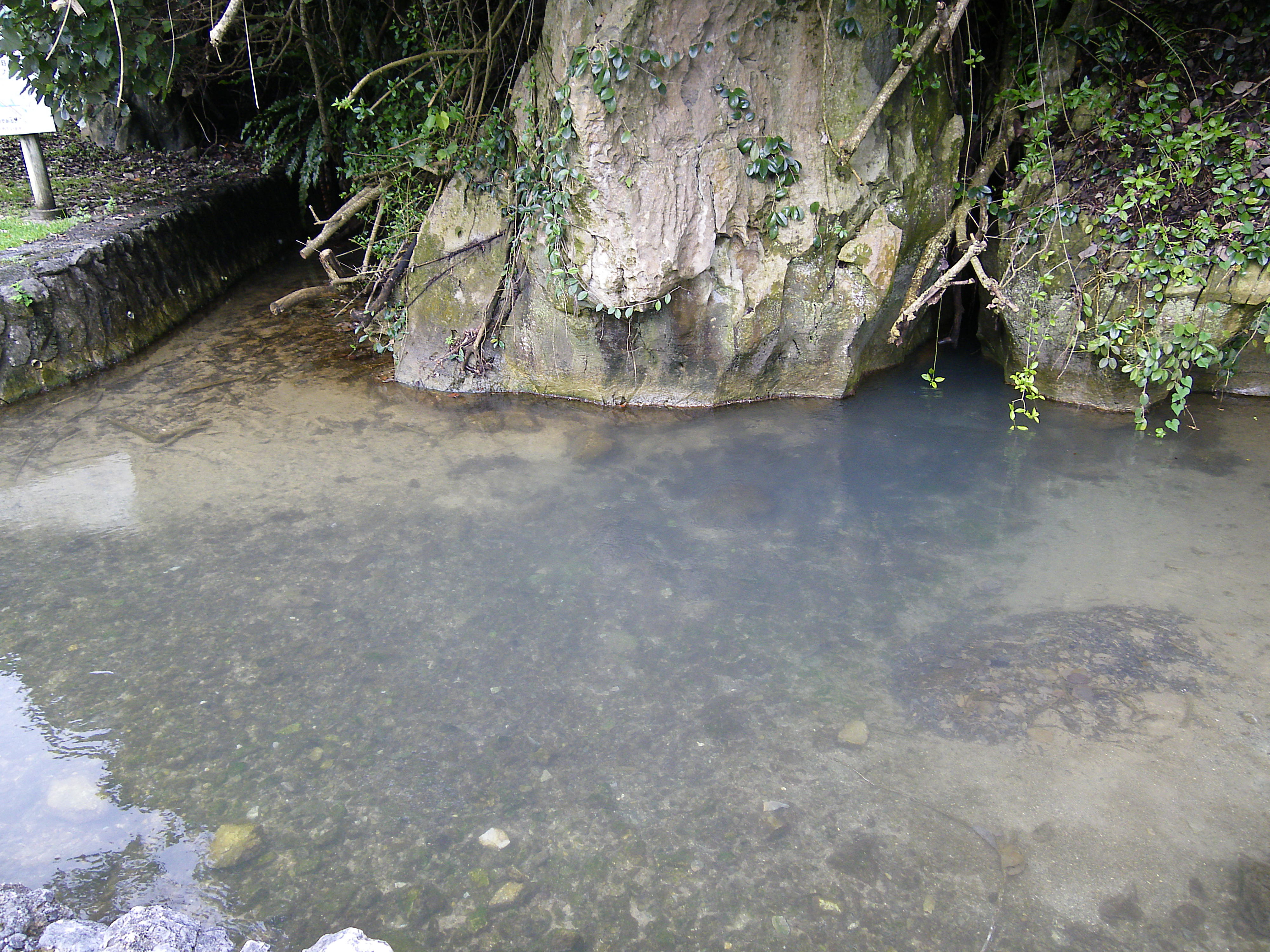
塩川の湧水口

塩川の水は海水が約4.5倍の淡水に薄められたもので、カルシウム分だけが海水における含有量よりも際立って多く含まれており、カルスト由来の石灰分が溶けていることを示している。
陸域からの強い淡水の流れが石灰洞系をつくる流路を海水準下にまで下がって流下するため、海水と地下水（淡水）が混じり合い、その後に地表に湧出すると推定されているが確定的なものは未だにない。
従来の研究では、塩川の湧出量は那覇港の潮位と連動しており、満潮時に湧水量が増加し干潮時に湧水量は減少しているとされた。また、湧水量と塩分濃度は反比例の関係にあり、水量が多いと塩分濃度は低くなり水量が少ないと塩分濃度は高くなる。加えて降水量も塩分濃度に影響を与え、24時間降水量が200ミリを超えるような大雨が降ると、約1日遅れて湧水量が急激に増加し塩分濃度は低下する。これは海水と混合する塩川湧水の淡水の供給源が、降雨の影響を受ける鍾乳洞の水を主体としていることを示している。
2015年の山中勤による研究では、塩川はドリーネ状の直接浸透域への降水、石灰岩の亀裂にたまる地下水、および海岸の海水とが地下洞穴内で混合し、形成された汽水が海水との密度差や湧水点と地下水面の高度差を駆動力として湧出するメカニズムを実証した。

## 生物的自然
希少種の海藻が生息しているとして、環境省から日本の重要湿地500に選定された。特に危急種に指定されているシオカワモッカは、日本国内では唯一塩川でのみ生息しているが、大雨による赤土流入の影響で、生育環境が悪化している。また近年、塩川周辺を通る国道449号の道路拡張整備により、日当たりが良くなり、アオノリやアオサ等の他の海藻が繁殖し、日陰を好むシオカワモッカの生育を妨げている。

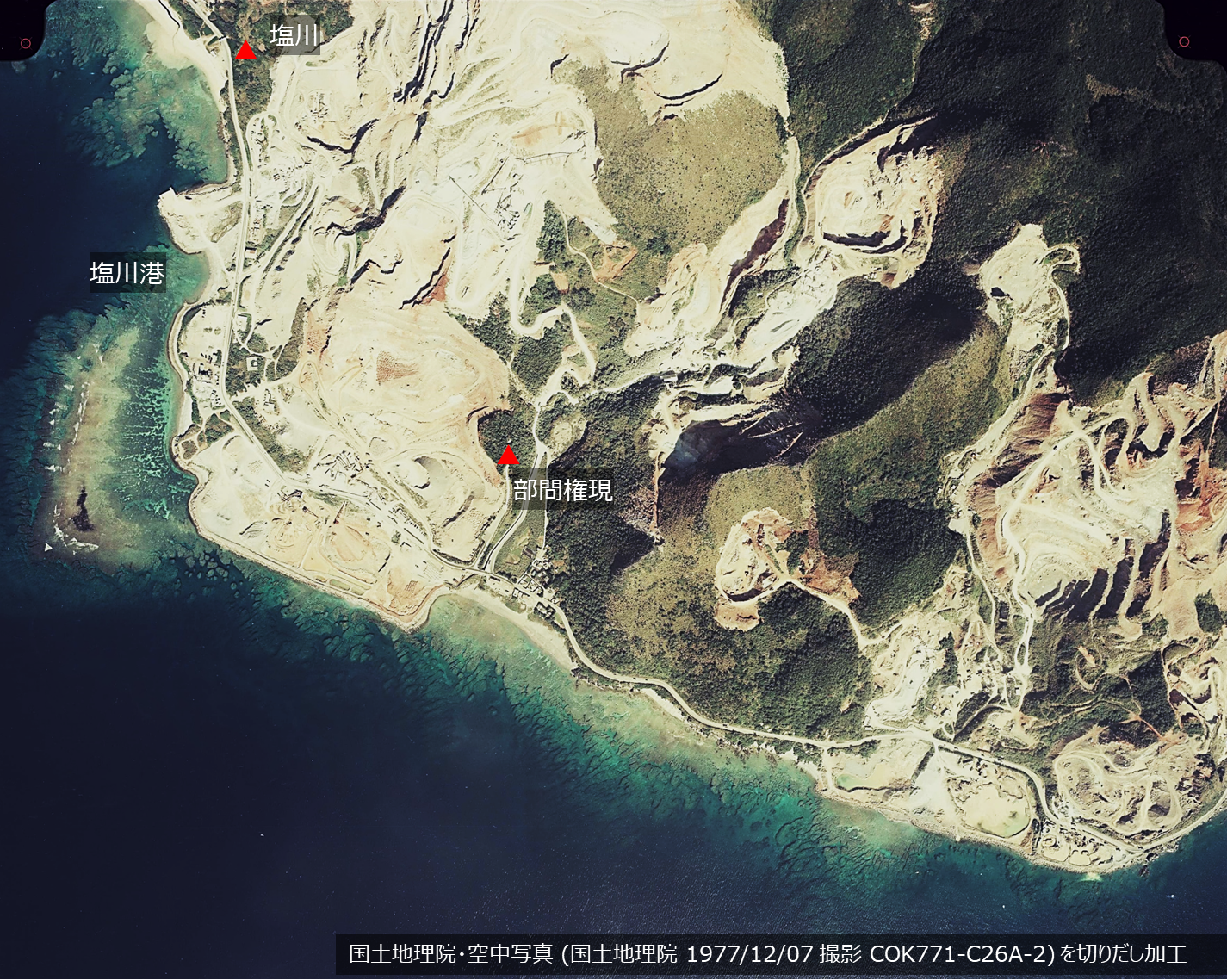
塩川にせまる本部採石所 (1977年空中写真)

またウリガーテナガエビが生息している。

## 周辺環境
塩川の上流及び東南側には、米軍基地の採石場「本部採石所」(Motobu Quarry) があり、米軍によって広範囲に採石と埋め立てが行われていたが、沖縄返還前日の1972年5月14日に返還され、翌日5月15日には塩川が国の天然記念物に指定される。
返還後も、琉球セメント、國場組、本部採石工業など民間企業の採石事業が加速度的に進み、1975年開催の沖縄海洋博に向けての再開発に伴う自然破壊が危惧される中、1973年には、塩川の水量の減少や、採石場の影響による赤土流出、白濁を避けるため、沖繩開発庁の総合事務局と労働商工部で採石場の移転ができないか合同調査が行われた。沖縄海洋博への主要幹線道路となる国道449号線の粉じんと塩川および海岸一帯の採石による環境破壊は、憂うべき事態として国会でも取り上げられたが、対策が大きく講じられることはなかった。

2013年の研究では、塩川の水質検査でわずかに金属が検出されており、採石場からの排水が混入している可能性があるのではないかと考えられている。また赤色土の混じる地下水や、石灰の混入によるものと思われる白濁水が流出しており、採石場からの影響を正しく計測する必要があるとしている。

天然記念物「塩川」
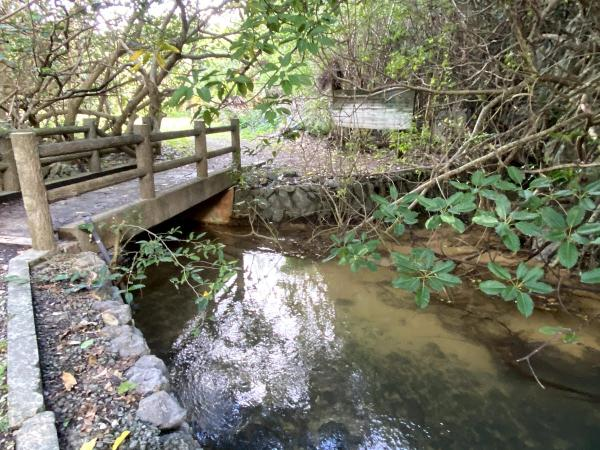
塩川
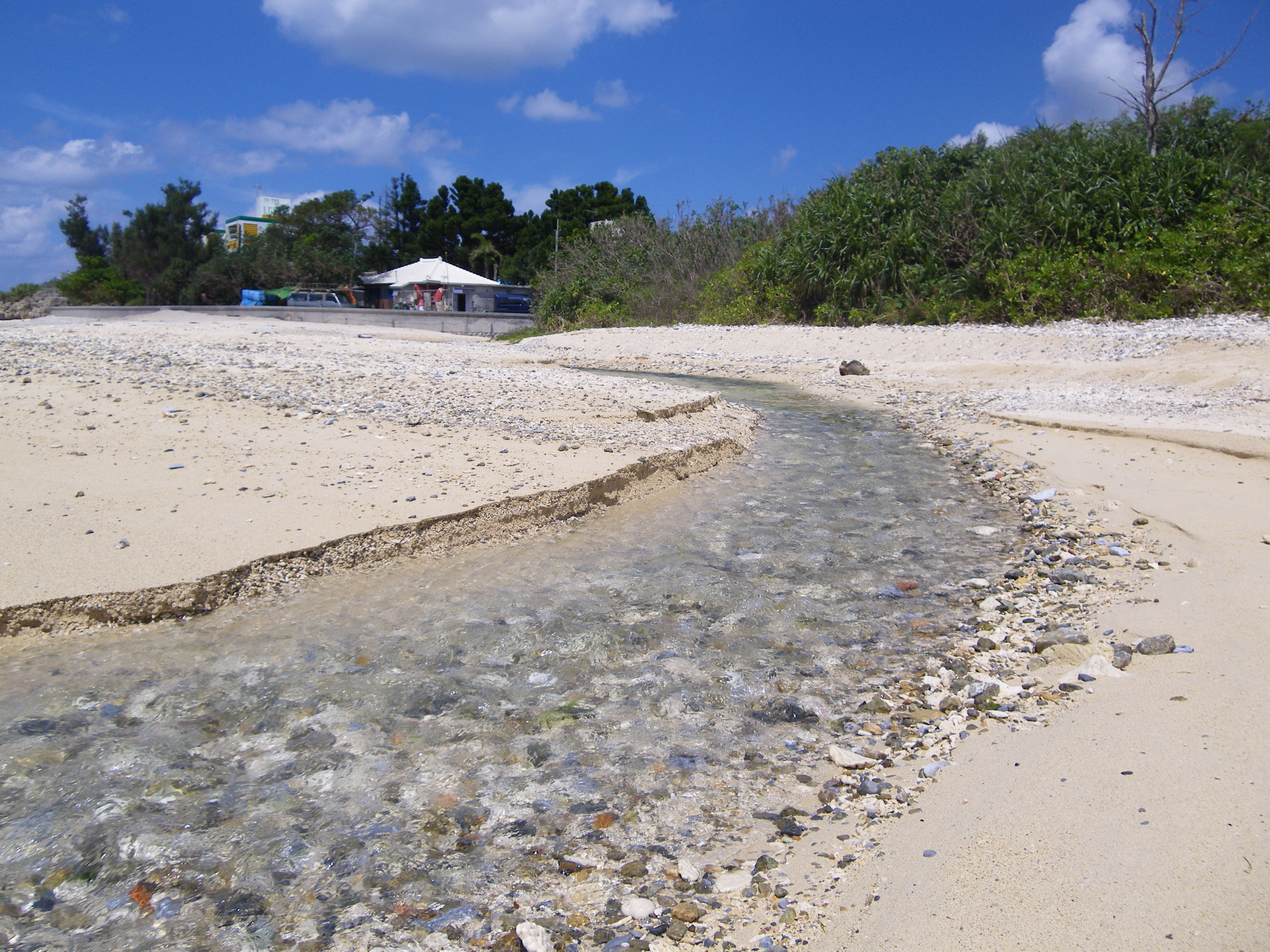
塩川の河口付近
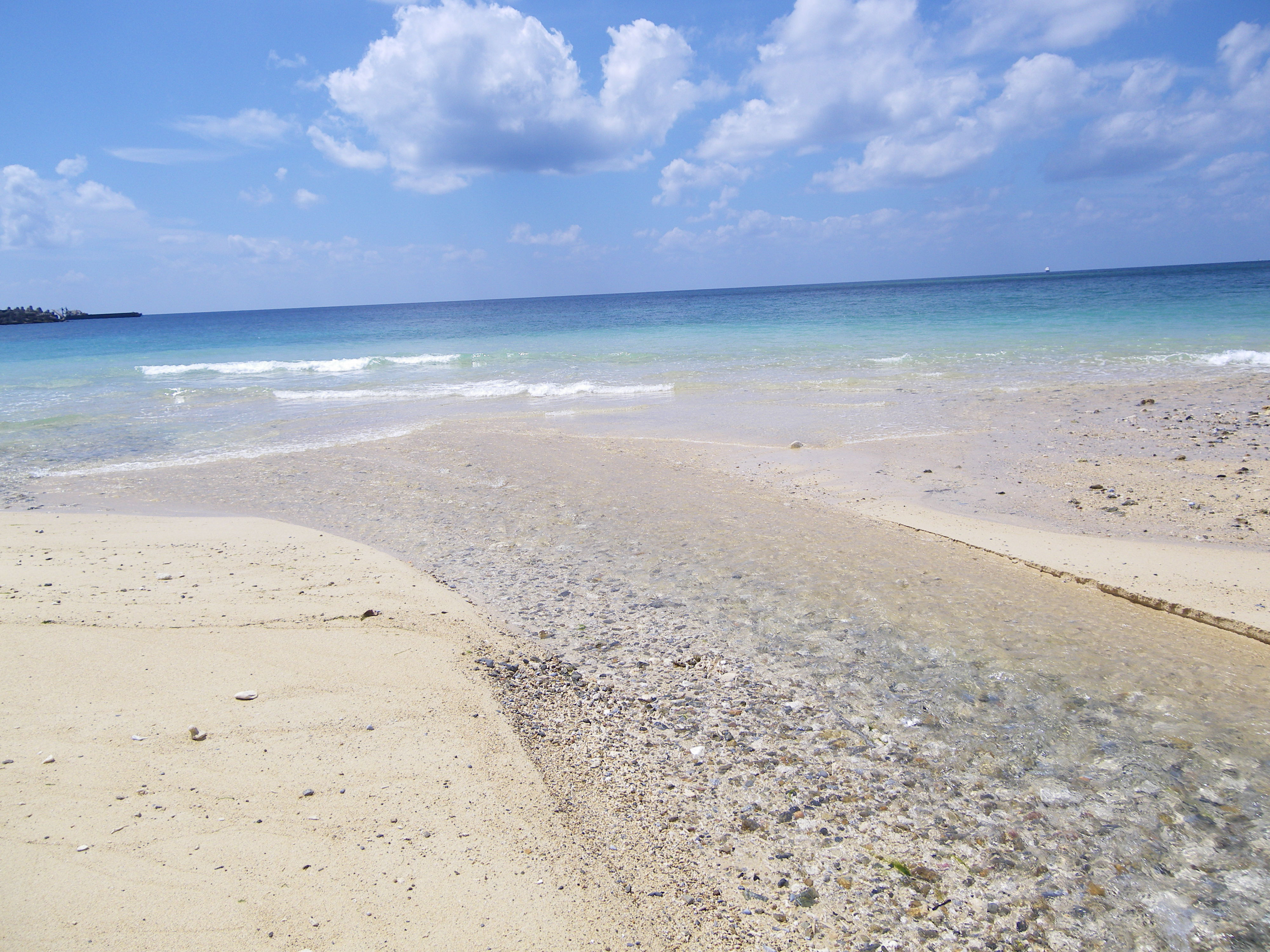
塩川の河口付近
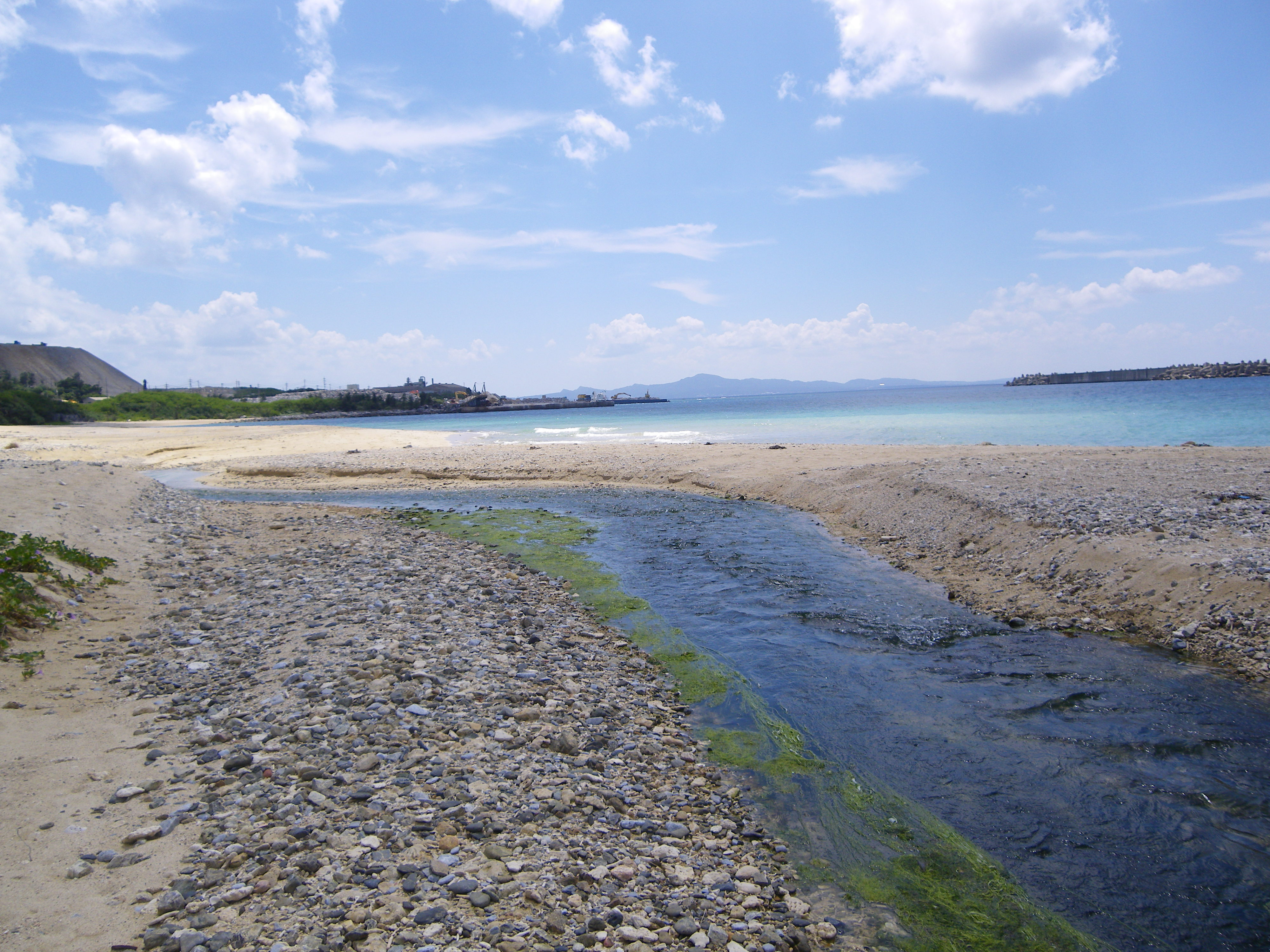
塩川の藻場